# ويليام بنينج ويب
ويليام بنينج ويب هو محامي وسياسي أمريكي، ولد في 17 سبتمبر 1825 في واشنطن العاصمة في الولايات المتحدة، وتوفي بنفس المكان في 13 مارس 1896. انتخب عمدة واشنطن العاصمة.

## وصلات خارجية
1. 1 2   https://books.google.com/books?id=U11DAQAAMAAJ&pg=PA230. {{استشهاد ويب}}: |url= بحاجة لعنوان (مساعدة) والوسيط |title= غير موجود أو فارغ (من ويكي بيانات) (مساعدة)
2. 1 2 3  The Washington Times (بالإنجليزية), Washington, D.C., ISSN:1941-0697, LCCN:sn84026749, OCLC:10630160, QID:Q30600681